# پیتر بلانگ
پیتر بلانگِ (در هلندی: پیتر بلانجِ)(انگلیسی: Peter Blangé؛ زادهٔ ۹ دسامبر ۱۹۶۴) یک بازیکن سابق و مربی فعلی والیبال اهل هلند است. پیتر از ستاره‌های هلند در دو المپیک ۱۹۹۲ و ۱۹۹۶ بود که موفق شد مدال طلا و برنز را به دست آورد. بلانگ از سال ۲۰۰۵ تا ۲۰۰۷ سرمربی تیم ملی هلند بود.